# Lareiga flavomaculata
Lareiga flavomaculata là một loài tò vò trong họ Ichneumonidae.